# István-Örkény-teatern
István-Örkény-teatern (ungerska: Örkény István Színház) är en teater i 7:e distriktet i Budapest i Ungern som är uppkallad efter författaren István Örkény.
Teatern byggdes år 1930-1940 i nedervåningen på ett hyreskomplex vid Madách Imre tér, som ritades av arkitekt Gyula Wälder. Själva teatern ritades som biograf av arkitekt Gedeon Gerlóczy och inreddes av Gábor Schinagl.
Teaterentrén ligger i en arkad under hyreskomplexet och från foajén kommer man in i en oval teatersal med en snedställd scen. Salen täcks av en kupol och över ingången finns en balkong. Teaterns utformning kritiserades kraftigt i samtida tidningar. Den öppnade officiellt den 29 november 1940. 
Teatern, som byggdes om 1982, har haft flera ägare och  2004 fick den sitt nuvarande namn. Teatersalen och foajén renoverades år 2018.